# درياس الأقدم

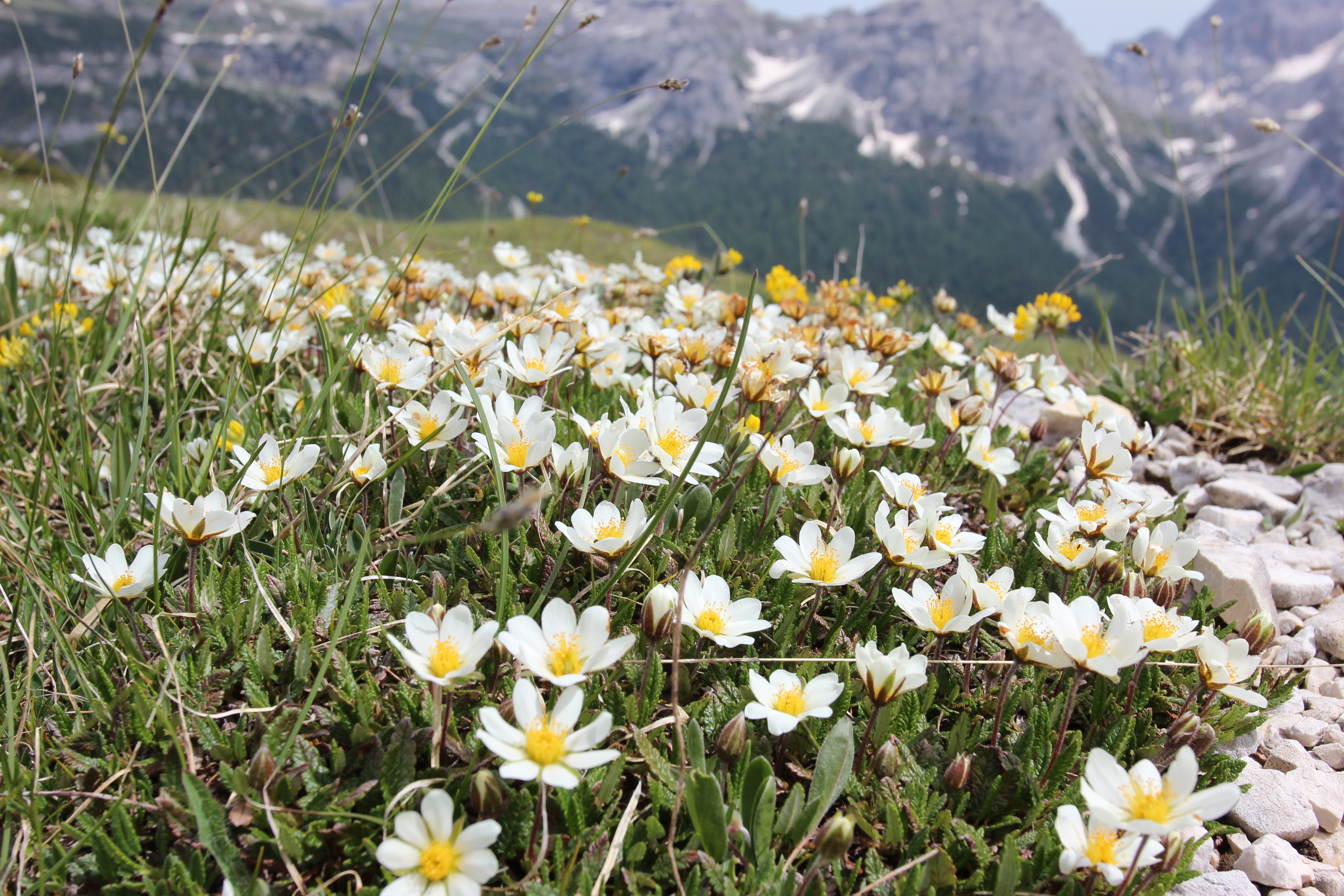
"درياس ثماني البتلات" مؤشر نوعي للفترة

درياس الأقدم، هي طبقة من تقسيم طبقي حيوي مقابل لحدث تبريد مناخي مفاجئ نوعا ما، والتي قد حدثت خلال التراجع الجليدي الأخير. والفترة الزمنية التي تقاب تلك الطبقة غير محددة بشكل جيد وتختلف بين المناطق، ولكنها مؤرخة بشكل عام بأنها تبدأ من 18.5-17 ألف سنة قبل الحاضر وتنتهي 15-14 ألف سنة قبل الحاضر. كما هو الحال مع أحداث درياس القديم ودرياس الأصغر، فإن الطبقة تتميز بوفرة حبوب اللقاح وبقايا نبتة درياس ثماني البتلات، وهذا مؤشر لأنواع كانت تستعمر مناطق القطب الشمالي وجبال الألب.